# لوسي فيجين
لوسي هاريس فيجين (بالإنجليزية: Lucy Feagin)‏ 13 يناير 1876 8 مايو 1963 كانت أستاذة أمريكية ومؤسسة مدرسة فيجين للفن المسرحي في مدينة نيويورك. كانت أول امرأة تؤسس وتدير مدرسة للدراما في مدينة نيويورك عندما قامت بتدريس الطلاب الذين أصبحوا لاحقًا ممثلين وممثلات مشهورين. قدم طلابها من جميع أنحاء العالم. صنفت رابطة نيويورك لسيدات الأعمال والمحترفات في يونيو 1938 فيجين «كواحدة من أكثر خمسة وعشرون مرأة مهنية بارزة في أمريكا».

## الحياة الشخصية
ولدت ليزا فيجين في يونيون سبرينغز، ألاباما في 13 يناير 1876، إلى إسحاق بول فيجين وسارة هول فيجين. كان والدها اللفتنانت كولونيل في ال 15 فوج ألاباما المشاة وجرح في معركة شاربسبورغ في 1862. بعد 10 أشهر، جرح مرة أخرى، مما أدى إلى خسارة ساقه في معركة جيتيسبيرغ. سكنت والدة فيجين في مقاطعة بولوك، ألاباما لمدة 60 عام وعاشت ما يقرب من 100. كطفلة، فيجين، أشقائها وأصدقاء الطفولة الآخرين يلعبون، تستخدم صندوق بيانو على المسرح. درست في كلية هولينز في فرجينيا عندما أرادت إلى اكمال دوراتها الفنية، ثم اعتبرت طبيعية للمرأة، مع دراسة الدراما. عاشت في واشنطن العاصمة. لمدة 8 سنوات قبل المغادرة إلى مدينة نيويورك. استمرت فيجين زيارة والدتها في يونيون سبرينغز سنويا.

## مهنة التدريس
بعد التخرج، فيجين كمدربة للدراما لمدة عشر سنوات في كلية جودسون في ماريون، ألاباما وجامعة جورج واشنطن في واشنطن العاصمة، عملت فيجين مع مدرسين معروفين للدراما لتحسين معرفتها ومهاراتها الدرامية، بينما أكملت التدريس. درست في لندن وباريس. درست في مدرسة ألين في برمنغهام، ألاباما. أسست أول استوديو لها، مدرسة فيجين للدراما والراديو في قاعة كارنيجي سنة 1915. كانت إحدى تقنيات التدريس لديها هي انها تحكي قصص مثل دون كيخوتي ومغامرات هكلبيري فين لفصولها من الطلاب والفنانين ورجال الأعمال. في الزمن نفسه، قدمت فيجين دروس أسبوعية عن الفنون المسرحية في فندق بلازا بداية من أكتوبر 1921. أعطت درس للبالغين الذين يريدون التمثيل أو الغناء أو ببساطة لتحسين أسلوبهم في الإلقاء. بالإضافة إلى ذلك، كانت فيجين جزءًا من هيئة المحاضرات في نيويورك في مكتب التعليم حيث كانت تلقي دروس للآباء وغيرهم من البالغين. كما قدمت دروس في فيلادلفيا ونيو إنجلاند والمدن القريبة من نيويورك. أدارت فيجين مدرستها حتى بداية الحرب العالمية الأولى عندما أغلقت الاستوديو الخاص بها للتركيز على مساعدة المجهود الحربي. خلال الحرب، عملت فيجين على المسرحيات وأشكال الترفيه الأخرى في المخيمات إلى جانب آلاف النساء الأخريات. كانت جزءًا من مسابقة ملكة جمال وطنية للرئيس وودرو ويلسون في 4 يوليو 1917، والتي قالت إنها كانت أعظم إثارة عرفتها على الإطلاق.
بعد الحرب، فتحت الأستوديو الخاص فيها في قاعة كارنيغي قبل نقلها لي غرب 316 شارع 57 في نيويورك. في وقت لاحقاً انتقلت إلى استديوا أكبر لإستيعاب العدد المتزايد من الطلاب. يمكن أن يستوعب استوديوها الجديد، في المبنى الدولي في مركز روكفلر في نيويورك، حوالي 300 طالب و18 موظف. احتوى الاستوديو على مسرح صغير يتسع ل250مقعداً، ومسرح كبير، وستوديو بث، وفصول دراسية، واستوديوهات للمناظرالطبيعية وتصميم الأزياء. كانت خلفيات طلابها دولية. غالبًا ما أرسل منتجوا مسرح برودواي كشافة للمواهب لمشاهدة طلاب فيجين. كان المجندون للإذاعة، والشاشة، والمسرح دائما في متناول اليد عندما جاؤوا كبار السن لمسرحياتهم. كان الشاي الاستوديو الخاص بها يرتاده مشاهير برادوي والإذاعة في تلك الحقبة بما في ذالك إينا كلير، إليزابيث باترسون، وهيلين هيز.